# کولون سنترو ای نوروئسته
کولون سنتروی نورستی (به لاتین: Colón Centro y Noroeste) یک منطقهٔ مسکونی در اروگوئه است که در مونته‌ویدئو واقع شده‌است.